# Пірати кривавої річки
Пірати кривавої річки (англ. The Pirates of Blood River) — британський пригодницький фільм 1962 року.

## Сюжет
Капітан піратів ЛаРош впевнений, що в селі Джонатана знаходяться скарби, і хоче, щоб юнак привів його до них. Але сам Джонатан навіть не здогадується про те, що справжній скарб села знаходиться у статуї його дідуся, яка насправді зроблена з чистого золота.

## У ролях
| Актор           | Роль                        |
| --------------- | --------------------------- |
| Кервін Метьюз   | Джонатан Стендінг           |
| Ґленн Корбетт   | Генрі                       |
| Крістофер Лі    | Капітан ЛаРош               |
| Пітер Арне      | Генч, пірат                 |
| Марла Ланді     | Бесс Стендінг               |
| Олівер Рід      | Брокейр, пірат              |
| Ендрю Кір       | Джейсон Стендінг            |
| Майкл Ріппер    | Мак, пірат                  |
| Девід Лодж      | Сміт                        |
| Денніс Ватерман | Тімоті Блекторн             |
| Джек Стюарт     | Годфрі Мейсон               |
| Лорейн Клевес   | Марта Блекторн              |
| Джеролд Веллс   | начальник виправної колонії |